# فريتز هوغر

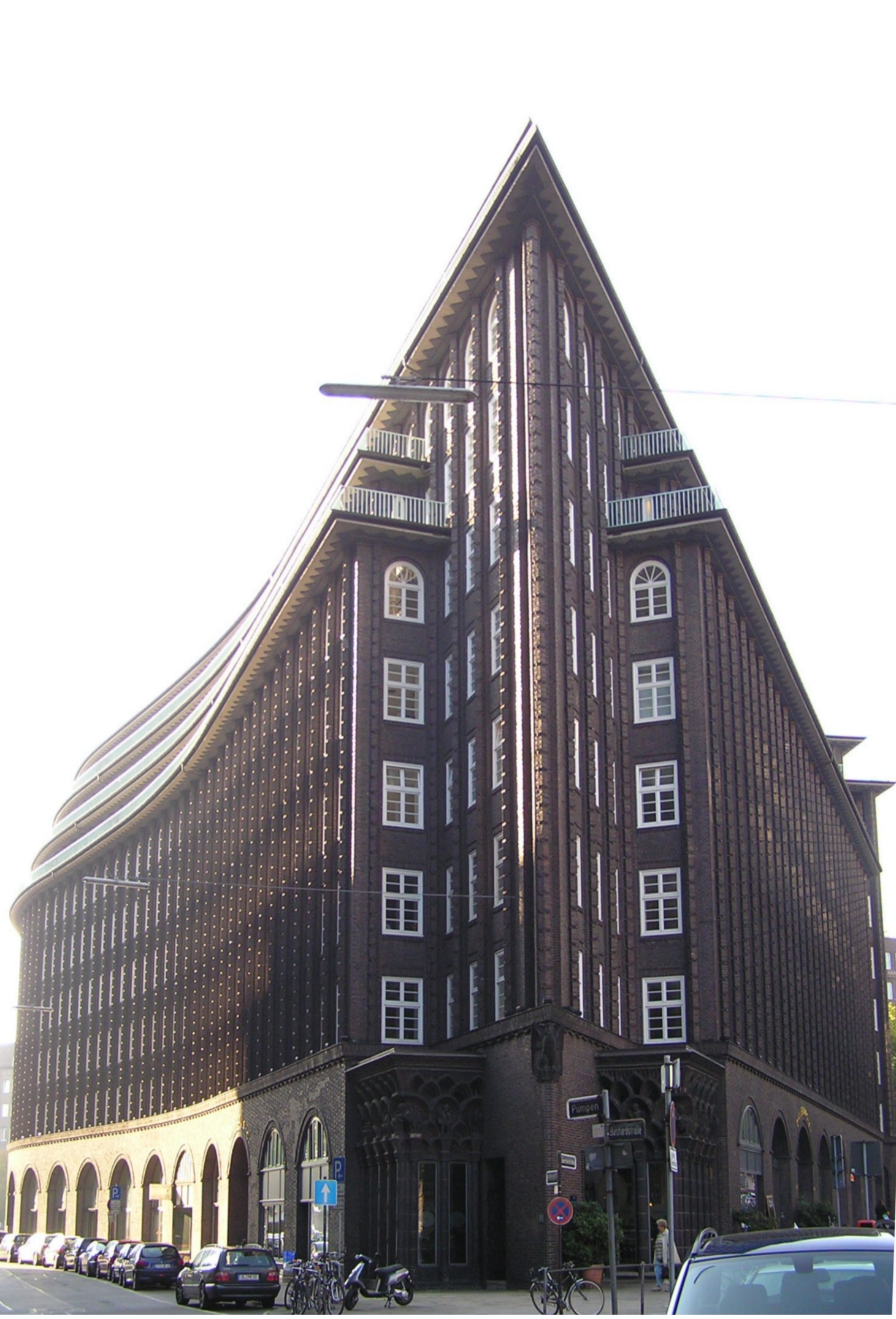
مبنى شيلي هاوس في هامبورغ، ألمانيا. من أبرز نماذج العمارة التعبيرية.

فريتز هوغر أو جون فريدريك هوجر (بالألمانية: Fritz Höger ؛ 12 يونيو 1877 - 21 يونيو 1949) معماري ألماني من شليسفيغ هولشتاين في شمال ألمانيا. بالرغم من عدم تأهله كمهندس معماري، أصبح مشهودا له التصميم بالأسلوب التعبيري.
تظهر في أعماله تطبيقات الابتكارات التقنية الحديثة إلى جانب الأفكار التخطيطية التقدمية. ويعتبر مبنى شيلي هاوس في هامبورغ عام 1923 من أهم أعمابه ونموذجا عن العمارة التعبيرية.